# L'odio (Vallotton)
L'odio (La Haine) è un dipinto realizzato dal pittore svizzero Félix Vallotton nel 1908. È conservato al museo di arte e di storia di Ginevra, in Svizzera.

## Descrizione
Quest'olio su tela raffigura una coppia formata da un uomo e una donna, nudi e in piedi, raffigurati mentre si disprezzano a vicenda. L'uomo si trova a sinistra e tiene le braccia incrociate sul petto, come se rimanesse saldo nelle sue posizioni, mentre la donna nel lato destro del quadro stringe il pugno destro sul seno e fa una smorfia, che si pensa illustri il risentimento e l'impossibilità di una vendetta. Entrambi hanno gli occhi chiusi e piegano il capo verso il basso. L'ambientazione astratta è spoglia quanto i suoi protagonisti e consiste soltanto nel suolo scuro e nello sfondo chiaro che mette in risalto le figure.
L'opera richiama i dipinti dei grandi maestri del passato che avevano come soggetto i primi esseri umani citati nella Bibbia, Eva e Adamo. Félix Vallotton riprese questi modelli per rendere l'opera un'antitesi del Paradiso terrestre nel quale vivevano i due personaggi del libro della Genesi, rendendola un'allegoria della guerra tra i sessi. In questo dipinto Vallotton sembra esprimere una posizione antifemminista, ed è vero che scrisse nel suo diario:
La composizione illustra così lo scontro implacabile tra il sesso femminile e quello maschile, reso universale dal comportamento collerico dei due e dalla loro nudità totale, che proiettano l'intimità della coppia nella sfera pubblica.